# 北海道道83号函館南茅部線
北海道道83号函館南茅部線（ほっかいどうどう83ごう はこだてみなみかやべせん）は、北海道函館市松風町と函館市川汲町を結ぶ道道（主要地方道）である。

## 概要
函館の中心部を結ぶ区間と、湯川と旧南茅部町を結ぶ郊外区間に分かれる。
前者は函館区より亀田村を経由して下湯川村（現湯川町2丁目）に至る道路で、函館市企業局交通部運営の函館市電湯の川線の軌道が敷かれる。そのうち亀田村 - 下湯川村間は1887年（明治20年）に開通した新道であるが、当時は雨が降ると悪路になり通行が困難であったため、そのことを解消する目的で馬車鉄道がひかれた。
後者は旧北海道道8号函館臼尻森線（函館市 - 湯川 - 川汲 - 森）の一部である。うち
- 上湯川村稲荷神社 - 川汲浜間を川汲山道（1798年〈寛政10年〉村上島之丞による）[1]
- 鱒川町 - 鱒川峠 - 紅葉山町（旧・野田府（のだっぷ）付近）は鱒川道（旧道）

と呼んだ。

### 路線データ

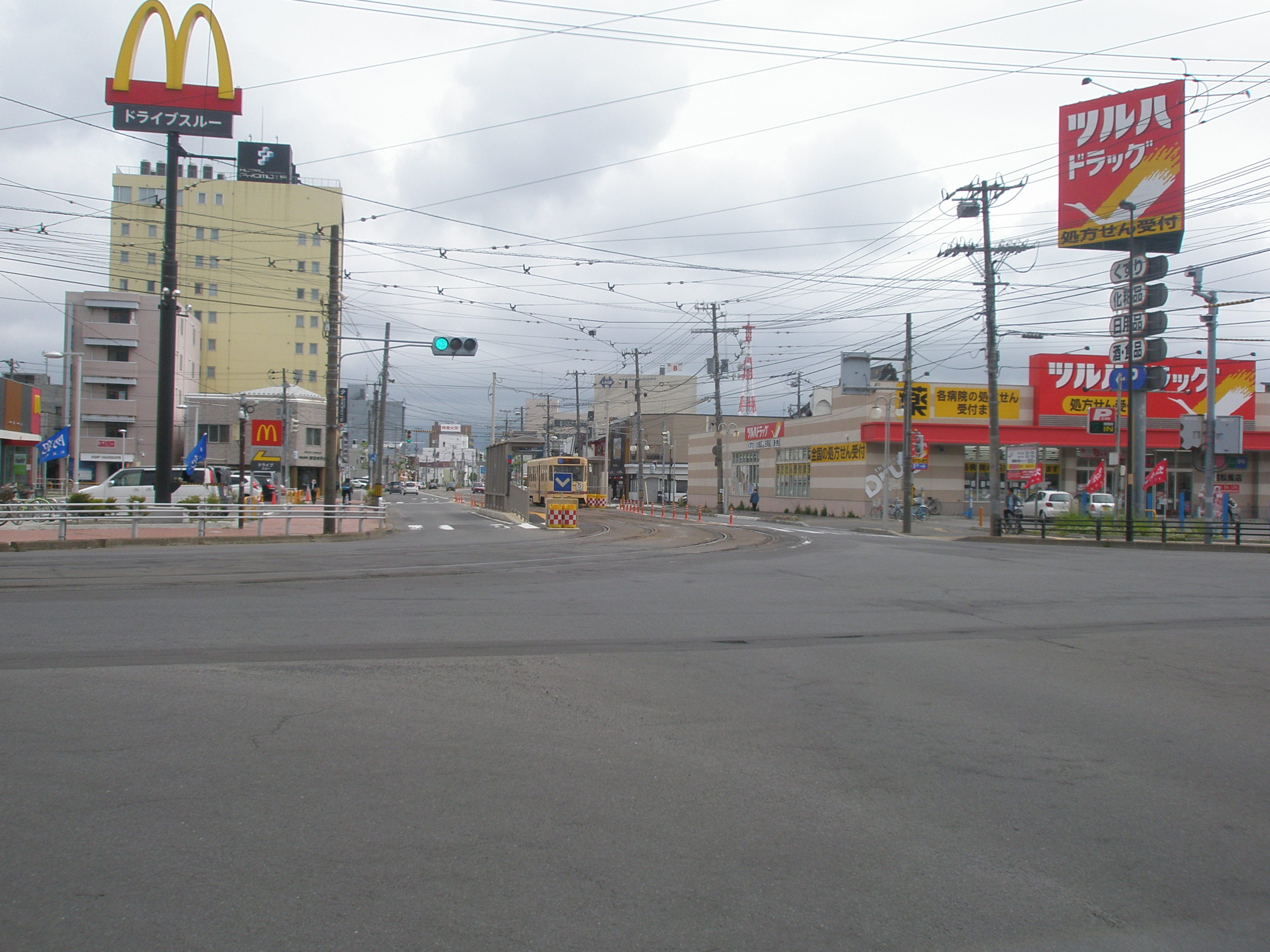
起点（国道278号側から）

- 起点：北海道函館市松風町（国道278号交点）
- 終点：北海道函館市川汲町（国道278号交点）
- 総延長：30.902 km[2]
- 実延長：30.869 km[2]
- 重用延長：0.033 km[2]

### 道路管理者
- 渡島総合振興局 函館建設管理部 事業課

## 歴史
- 1868年（明治元年） - 徳川幕府軍が五稜郭への進軍ルートの一つとして通行[要出典]
- 1887年（明治20年） - 亀田村（現函館市本町、函館市企業局交通部五稜郭公園前停留場） - 下湯川村（現函館市湯川町2丁目、湯倉神社）間を結ぶ新道が開通。
- 1898年（明治31年）12月12日 - 函館馬車鉄道開通。
- 1913年（大正2年）函館水電により馬車鉄道が電化され、北海道初の路面電車運行開始。
- 1925年（大正14年）10月1日 - 川汲山道が自動車が通行できる2代目の新道になり、鱒川経由の鱒川道から亀尾経由に切り替えられる。
- 1967年（昭和42年度）以降 - 堀川町 - 五稜郭間の拡幅工事を実施。
- 1972年（昭和47年）2月4日 - 722号として路線認定[3]。
- 1993年（平成5年）5月11日 - 建設省から、道道函館南茅部線が函館南茅部線として主要地方道に指定される[4]。
- 1994年（平成6年）10月1日 - 路線番号を83号に変更[5]。
- 2008年（平成20年）7月28日 - 新川汲トンネルが開通、供用開始[6]。

## 路線状況

### 重複区間
- 北海道道100号函館上磯線（函館市湯川町2丁目 - 湯川町3丁目）

### 道路施設

#### 主なトンネル
- 矢別トンネル（257 m、函館市紅葉山町）
1973年（昭和48年）3月完成。
- 新川汲トンネル（2,056 m、函館市鉄山町 - 函館市川汲町）
2008年（平成20年）3月完成。

廃止されたトンネル
- 川汲トンネル（1,150 m）
1968年（昭和43年）11月完成。新川汲トンネル開通に伴い閉鎖。

#### 主な橋梁
- 昭和橋（51 m、亀田川、函館市上新川町 - 函館市堀川町）
- 松聖橋（92 m、松倉川、函館市戸倉町 - 函館市上湯川町）
- 坂の下橋（44 m、坂の下川、函館市亀尾町）
- 亀尾橋（81 m、汐泊川、函館市庵原町 - 函館市東畑町）
- 新芳堀橋（86 m、汐泊川、函館市東畑町 - 函館市庵原町）
- 矢別橋（86 m、やべつ湖、函館市紅葉山町）
- 西股橋（30 m、西股川、函館市紅葉山町）
- 山中橋（35 m、川汲川支流、函館市川汲町）
- 二股橋（40 m、川汲川支流、函館市川汲町）
- 郭公橋（35 m、川汲川、函館市川汲町）

## 地理

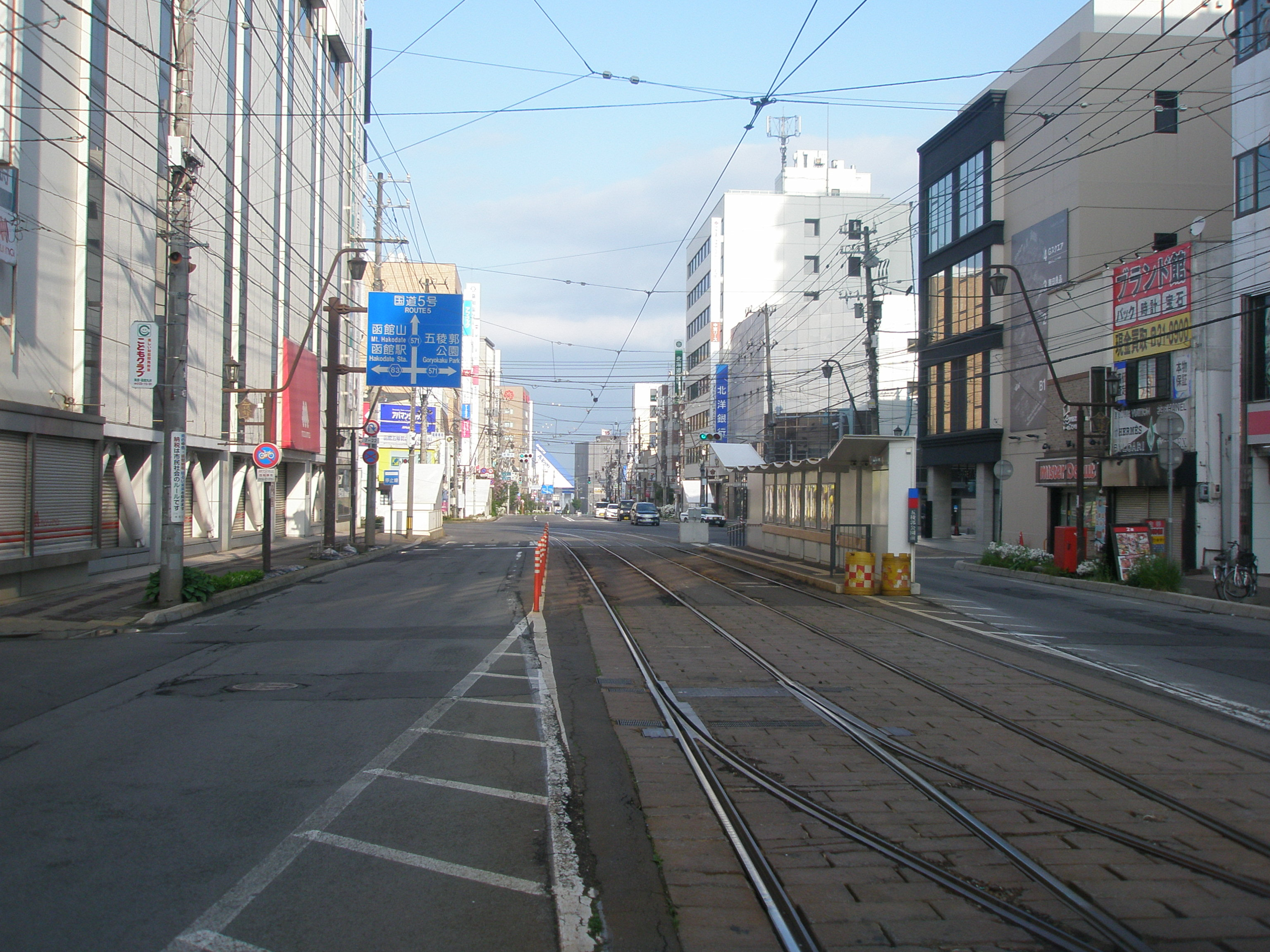
北海道道571号五稜郭公園線交点・函館市電五稜郭公園前電停（終点側から）

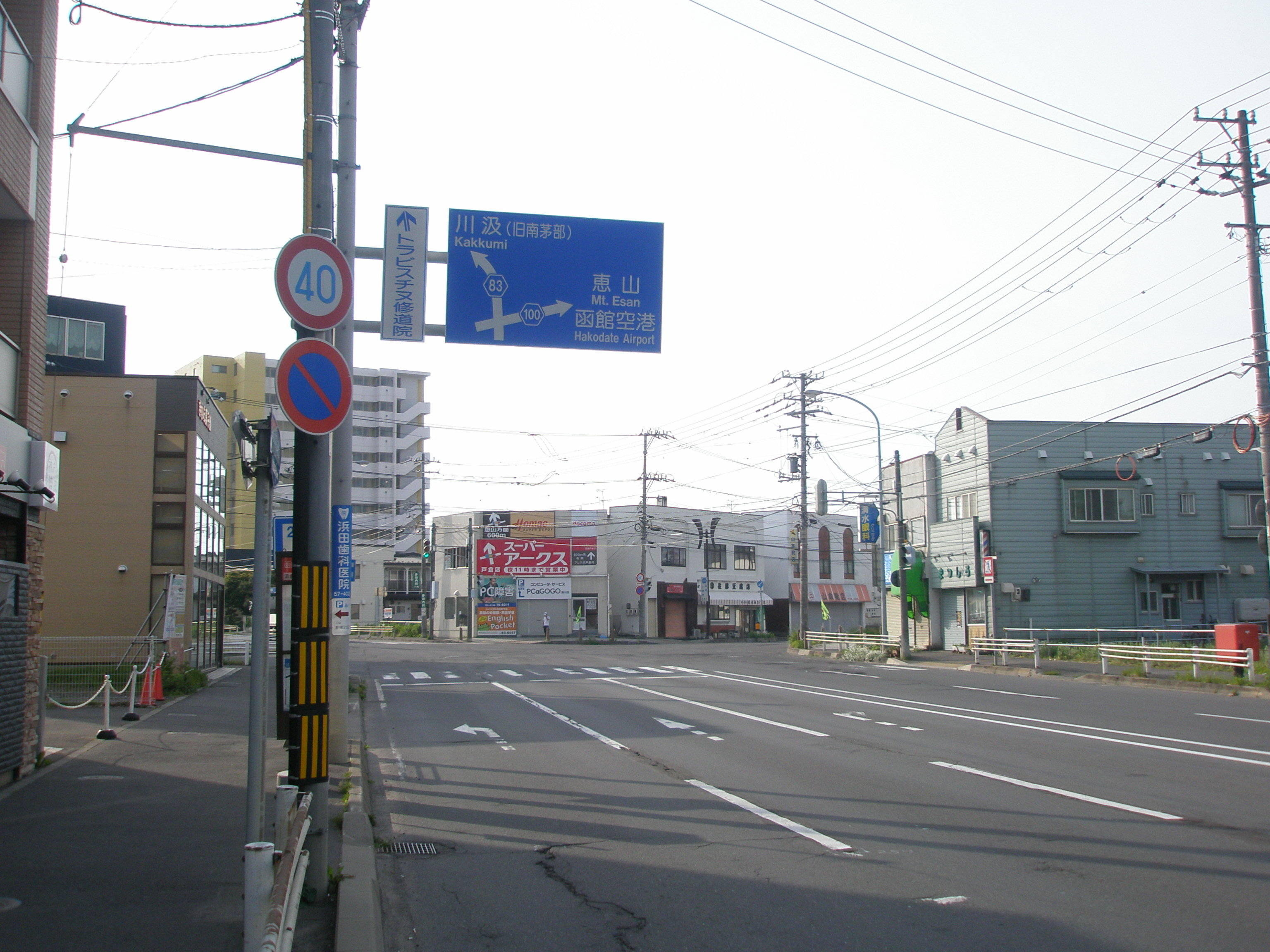
北海道道100号函館上磯線交点（函館市湯川町3丁目）

### 通過する自治体
- 渡島総合振興局
  - 函館市

### 交差する道路
函館市
- 国道278号 - 松風町（起点）
- 北海道道571号五稜郭公園線 - 本町
- 北海道道100号函館上磯線 - 湯川町2丁目、湯川町3丁目（重複）
- 北海道道879号米原古川線 - 亀尾町
- 北海道道41号函館恵山線 - 庵原町
- 国道278号尾札部バイパス - 川汲町
- 国道278号 - 川汲町

### 沿線にある施設など
函館市
- 函館市企業局交通部（函館市電）
  - 松風町停留場
  - 新川町停留場
  - 千歳町停留場
  - 昭和橋停留場
  - 堀川町停留場
  - 千代台停留場
  - 中央病院前停留場
  - 五稜郭公園前停留場
  - 杉並町停留場
  - 柏木町停留場
  - 深堀町停留場
  - 競馬場前停留場
  - 駒場車庫前停留場
  - 函館アリーナ前停留場
  - 湯の川温泉停留場
  - 湯の川停留場
- 函館中央警察署
- NHK函館放送局
- 函館地方法務局
- 函館赤十字病院
- 函館市立千代ケ岱小学校
- 千代台公園野球場（函館オーシャンスタジアム）
- 函館市民プール
- 函館市立凌雲中学校
- 函館中央病院
- 遺愛女子高等学校
- 函館競馬場
- 函館市民会館
- 函館アリーナ
- 湯の川温泉
- 函館市立湯川小学校
- 函館工業高等専門学校
- 函館市立戸倉中学校
- 函館市立上湯川小学校
- トラピスチヌ修道院
- 函館市立旭岡小学校
- 函館市立亀尾小学校
- 北海道南茅部高等学校
- 函館市役所南茅部支所

### 主な峠
- 川汲峠